# Tanaka Chigaku

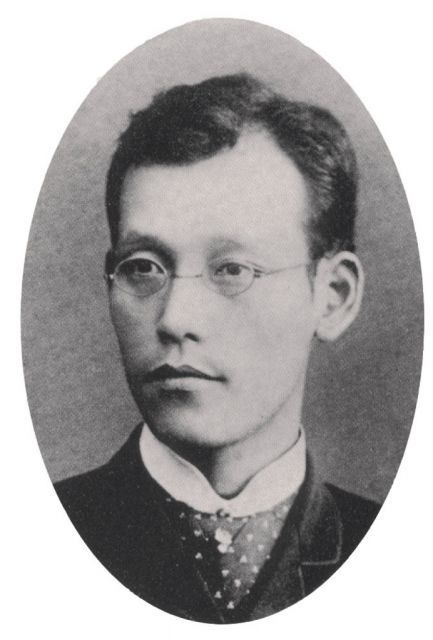
Tanaka Chigaku, um 1890

Tanaka Chigaku (jap. 田中 智學, modern: 田中 智学; * 14. Dezember 1861 (traditionell: Bunkyū 1/11/13) in Edo (heute Tokio); † 17. November 1939) war ein japanischer buddhistischer Aktivist und Nationalist.
Geboren als Tada Hanosuke (多田 巴之助) in Edo (heute Tokio) trat er mit 10 in ein buddhistisches Kloster ein, verließ jedoch 1879 den Mönchsstand und wurde Laienprediger. 1880 gründete er in Yokohama die Rengekai (蓮華会, „Gesellschaft der Lotosblüte“), mit dem Ziel, die Lehren der Lotos-Sutra mit dem Kokutai zu vereinen. Nach seiner Rückkehr nach Tokio 1884/5 änderte die Organisation ihren Namen in Risshō Ankokukai (立正安国会). 1914 wurde die Nachfolgeorganisation Kokuchūkai gegründet. Auch Makiguchi Tsunesaburō, der später den Vorläufer der Sōka Gakkai gründete und der an den Vorlesungen Tanakas teilnahm, wird nachgesagt, in puncto Struktur und Verbreitungsmethodik durch die Kokuchūkai beeinflusst worden zu sein.
Als Gründer dieser Organisationen gilt Tanaka als einer der Begründer des Nichirenismus und somit als Vertreter einer nationalistischen Interpretation des Nichiren-Buddhismus.

## Bibliographie
- Marchand Louis. Mystique du panjaponisme. Un « Mein Kampf » nippon. In:Annales. Économies, Sociétés, Civilisations. 1e année, N. 3, 1946. pp. 235–246. (französisch)
- Tanaka Chigaku: What is Nippon Kokutai? Introduction to Nipponese National Principles. Shishio Bunka, Tokyo 1935–36

| Personendaten    | Personendaten |
| ---------------- | --- |
| NAME             | Tanaka, Chigaku |
| ALTERNATIVNAMEN  | 田中智學 (japanisch); 田中智学 (japanisch); Tada Hanosuke (Geburtsname); 多田巴之助 (japanisch, Geburtsname); Tanaka Hanosuke; 田中巴之助 (japanisch) |
| KURZBESCHREIBUNG | japanischer Prediger und Nationalist |
| GEBURTSDATUM     | 14. Dezember 1861 |
| GEBURTSORT       | Edo (heute Tokio) |
| STERBEDATUM      | 17. November 1939 |